# The Gymnastics Samurai
The Gymnastics Samurai (яп. 体操ザムライ Тайсо:-дзамурай) — оригинальный аниме-сериал студии MAPPA с Хисатоси Симидзу в качестве режиссёра и Сигэру Муракоси в роли сценариста. Дизайн персонажей создан Касуми Фукагавой, а музыка написана Масару Ёкояма. Премьера сериала прошла на TV Asahi в блоке NUMAnimation в октябре 2020 года.

## Сюжет
В 2002 году мир японской мужской гимнастики был ещё силён. Дзётаро Арагаки посвятил спорту всю свою жизнь, но сейчас его тренер Амакуса предлагает ему оставить участие в соревнованиях — возраст уже не тот, да и травма плеча не шутка. Дело доходит уже до пресс-конференции, на которой он объявит о своей отставке, но в последний момент Дзётаро решает остаться. Чтобы вернуться в спорт, ему придется начинать тренироваться с нуля и соревноваться с молодым и талантливым поколением. Поддерживать его в этом будут дочь, всегда восхищавшаяся отцом, и Лео, «ниндзя», последовавший за семьей Арагаки из парка развлечений и напросившийся к ним жить.

## Персонажи
- Дзётаро Арагаки (яп. 荒垣城太郎 Арагаки Дзё:таро:) — опытный гимнаст, получивший прозвище «Самурай». Из-за возраста и травмы плеча все уже полагали, что он уйдет из спорта, но Дзётаро передумывает и остаётся. Знаменит тем, что взял бронзу на своих первых Олимпийских играх в 1992 году в Барселоне и серебро — в Атланте в 1996 году. К началу произведения вдовец, воспитывающий дочь Рэй.

Сэйю: Дайсукэ Намикава
- Леонардо (яп. レオナルド Рэонарудо) — бывший танцор балета по прозвищу «Ниндзя», следует за Дзётаро и его дочерью из парка развлечений. Его постоянно преследуют люди в черных костюмах.

Сэйю: Кэнсё Оно
- Тэцуо Минамино (яп. 南野鉄男 Минамино Тэцуо) — школьник и восходящая звезда в мире гимнастики, получивший прозвище «Принца банданы».

Сэйю: Юки Кадзи
- Нориюки Амакуса (яп. 天草紀之 Амакуса Нориюки) — старый друг Дзётаро и его тренер.

Сэйю: Кэню Хориути
- Рэй Арагаки (яп. 荒垣玲 Арагаки Рэй) — дочь Дзётаро. Хотя она ещё учится в 4 классе, отвечает за всё хозяйство по дому, пока отца нет.

Сэйю: Рина Хонъидзуми

## Критика
Ещё до своего выхода аниме попало в списки самых ожидаемых сериалов сезона, отчасти из-за многообещающей команды за ним, работавшей ранее над Zombie Land Saga, отчасти из-за выбора темой мужской гимнастики.
В своих превью аниме критики отметили общий весёлый и глупый подход к повествованию, отлично смешивающийся с поднимаемыми более серьёзными темами.